# پیدرا (کلرادو)
پیدرا (به انگلیسی: Piedra) یک منطقهٔ مسکونی در ایالات متحده آمریکا است که در کلرادو واقع شده‌است. پیدرا ۳۰٫۱ کیلومتر مربع مساحت و ۲۸ نفر جمعیت دارد و ۲٬۳۷۱٫۳۷ متر بالاتر از سطح دریا واقع شده‌است.